# 5 maggio
Il 5 maggio è il 125º giorno del calendario gregoriano (il 126º negli anni bisestili). Mancano 240 giorni alla fine dell'anno.

## Eventi
- 553 – A Costantinopoli inizia il Secondo concilio ecumenico, indetto per contrastare l'eresia dei nestoriani
- 996 – Consacrazione al soglio pontificio di papa Gregorio V
- 1640 – Re Carlo I d'Inghilterra scioglie il Corto Parlamento
- 1646 – Re Carlo I d'Inghilterra si arrende all'esercito presbiteriano scozzese, a Newark
- 1762 – Trattato di pace tra Russia e Prussia
- 1789 – Luigi XVI convoca per l'ultima volta a Versailles gli Stati generali
- 1800 – Gran Bretagna: il parlamento approva l'Atto di Unione con cui si stabilisce l'unione del Regno di Gran Bretagna e del Regno d'Irlanda per dare vita al Regno Unito di Gran Bretagna e Irlanda
- 1809
  - Mary Kies diventa la prima donna a ottenere un brevetto statunitense (per una tecnica di tessitura della paglia con seta e filo).
  - Il cantone svizzero di Argovia nega la cittadinanza agli ebrei
- 1814 – Guerra anglo-americana: i britannici attaccano Fort Ontario ad Oswego
- 1815 – Guerra austro-napoletana: una flotta anglo-austriaca blocca il porto di Ancona, quartier generale dell'esercito napoletano
- 1821 – Napoleone Bonaparte muore in esilio sull'isola britannica di Sant'Elena a causa di un tumore allo stomaco; Alessandro Manzoni gli dedicherà l'ode Il cinque maggio
- 1824 – Papa Leone XII pubblica la lettera enciclica Ubi primum ad summi, sull'elezione al sommo pontificato
- 1835 – In Belgio viene inaugurata la linea ferroviaria tra Bruxelles e Malines, prima dell'Europa continentale
- 1842 – Ad Amburgo scoppia un devastante incendio che imperverserà per quattro giorni, distruggendo parte del centro storico
- 1860 – Risorgimento italiano: partenza della Spedizione dei Mille di Giuseppe Garibaldi da Quarto di Genova su due piroscafi, il Piemonte e il Lombardo
- 1862 – Intervento francese in Messico: l'esercito messicano sconfigge quello francese nella battaglia di Puebla de Zaragoza; il 9 maggio questo giorno divenne la festa del Cinco de Mayo
- 1865 – A North Bend (un sobborgo di Cincinnati), avviene la prima rapina a un treno degli Stati Uniti d'America
- 1877 – Guerre indiane: Toro Seduto guida i suoi guerrieri Lakota in Canada per evitare la persecuzione dell'esercito statunitense comandato dal colonnello Nelson Miles
- 1891 – A New York la Music Hall, ora nota come Carnegie Hall, viene inaugurata con la prima esibizione pubblica; per l'occasione il direttore ospite è il compositore russo Pëtr Il'ič Čajkovskij
- 1892 – Il Congresso degli Stati Uniti d'America passa l'Atto di esclusione cinese: tutti i cinesi negli USA devono registrarsi, in caso contrario rischiano la deportazione
- 1893 – Crollo del 1893: il crollo della Borsa di New York dà il via a un periodo di depressione
- 1901 – Il Milan conquista per la prima volta nella sua storia lo Scudetto
- 1912
  - I Giochi della V Olimpiade (al tempo solo estivi) vengono aperti a Stoccolma, in Svezia
  - Esce a Mosca il primo numero della Pravda
- 1916 – I Marines statunitensi invadono la Repubblica Dominicana
- 1920 – Italia: il Regio Esercito entra a Viareggio concludendo le Giornate rosse di Viareggio
- 1925 – A Dayton (Tennessee), John Scopes, un insegnante di biologia, viene arrestato per aver insegnato la Teoria dell'evoluzione di Charles Darwin
- 1936 – Con l'ingresso delle truppe italiane ad Addis Abeba ha termine la guerra d'Etiopia
- 1940 – Seconda guerra mondiale: si forma a Londra un governo norvegese in esilio
- 1941 – L'imperatore Hailé Selassié ritorna ad Addis Abeba
- 1945 – Seconda guerra mondiale:
  - Le truppe tedesche in Danimarca e nei Paesi Bassi capitolano
  - Viene liberato il Campo di concentramento di Mauthausen
  - I soldati canadesi liberano la città di Amsterdam dall'occupazione nazista
- 1946 – Viene giocata la prima schedina della SISAL (progenitrice del Totocalcio), da un'idea del giornalista sportivo Massimo Della Pergola
- 1947 – Primo volo di una linea aerea italiana del dopoguerra lungo la tratta Torino – Catania con scalo a Roma
- 1948 – Viene ufficializzato l'Emblema della Repubblica Italiana
- 1949 – Viene costituito il Consiglio d'Europa
- 1950 – Bhumibol Adulyadej viene incoronato come re Rama IX di Thailandia
- 1954 – Il generale Alfredo Stroessner prende il potere in Paraguay con un colpo di Stato
- 1955 – La Germania Ovest ottiene la piena sovranità
- 1961 – Programma Mercury, spedizione Mercury-Redstone 3: Alan Shepard diventa il primo astronauta statunitense a viaggiare nello spazio, compiendo un volo spaziale di meno di 15 minuti e percorrendo meno di un'orbita completa della Terra
- 1971 – Luciano Liggio, mafioso siciliano detto la Primula Rossa, uccide a Palermo il procuratore capo locale Pietro Scaglione
- 1972
  - Il Volo Alitalia 112, un Douglas DC-8 partito da Roma, si schianta sulla Montagna Longa nei dintorni di Palermo alle 22:23, causando 115 morti
  - Per impedire il comizio elettorale di Beppe Niccolai dell'MSI a Pisa, esponenti locali di Lotta Continua danno vita a una manifestazione: durante i conseguenti scontri con le forze dell'ordine l'anarchico Franco Serantini, 20 anni, viene percosso duramente e arrestato; morirà in carcere due giorni dopo per trauma cranico
- 1976
  - Torino, con l'accusa di aver tramato contro la Repubblica Italiana è arrestato Edgardo Sogno, Medaglia d'oro della Resistenza
  - In Corsica viene proclamata la nascita del Fronte di Liberazione Nazionale Corso
- 1980 – Lo Special Air Service fa irruzione nell'ambasciata iraniana di Londra dopo un periodo di assedio
- 1981 – Dopo 66 giorni di sciopero della fame, Bobby Sands muore nell'ospedale del Carcere di Maze, nella località di Long Kesh, in Irlanda del Nord; l'episodio scatena la protesta di molte persone nel mondo
- 1986 – Viene trasmesso l'ultimo episodio della serie TV Love Boat
- 1987 – Irangate: inizio delle udienze teletrasmesse dal Congresso degli Stati Uniti d'America
- 1992 – Tragedia di Furiani: poco prima dell'inizio della semifinale della Coppa di Francia 1991-1992 tra l'SC Bastia e Olympique Marsiglia, giocata a Furiani nei pressi di Bastia in Corsica allo Stadio Armand Cesari, una tribuna provvisoria installata per l'occasione crolla causando 18 morti e 2357 feriti
- 1995 – La Corte suprema di cassazione italiana elimina la parola Dio dal giuramento dei testimoni nelle aule di tribunale
- Al Boston Garden si gioca l'ultima partita di basket della sua storia: Boston 92 Orlando 95 nella serie playoffs NBA 1995.
- 1998
  - La Campania, dopo giorni di piogge intense, è travolta da numerose frane tra le province di Avellino e Salerno: i comuni di Bracigliano, Quindici, Sarno e Siano saranno i più colpiti, per un totale di oltre 160 morti
  - Firma dell'accordo di Numea in Nuova Caledonia
- 1999 – Anastacia pubblica il suo primo singolo I'm Outta Love
- 2000
  - Congiunzione di tutti i pianeti "tradizionali": Mercurio, Venere, Marte, Giove, Saturno, Luna e Sole
  - Esce nelle sale cinematografiche il film Il gladiatore.
- 2002 – La Juventus è Campione d'Italia 2001-2002 vincendo il suo 26⁰ scudetto
- 2004 – Dopo gli scandali per le 25 morti dovute alle torture inflitte da militari inglesi e statunitensi ai prigionieri di guerra iracheni e afgani, per la prima volta il presidente George W. Bush rilascia dichiarazioni ad alcune emittenti arabe
- 2007 – A Catania viene inaugurato il nuovo aeroporto intitolato a Vincenzo Bellini, che sarà aperto ai passeggeri l'8 maggio 2007
- 2023 – L'Organizzazione Mondiale della Sanità annuncia la fine della pandemia di COVID-19

## Nati
Ci sono circa 1 280 voci su persone nate il 5 maggio; vedi la pagina Nati il 5 maggio per un elenco descrittivo o la categoria Nati il 5 maggio per un indice alfabetico.

## Morti
Ci sono circa 530 voci su persone morte il 5 maggio; vedi la pagina Morti il 5 maggio per un elenco descrittivo o la categoria Morti il 5 maggio per un indice alfabetico.

## Feste e ricorrenze

### Civili
Internazionali:
- International Midwives day, Giornata internazionale delle ostetriche

Nazionali:
- Danimarca – Giorno della liberazione (1945)
- Etiopia – Giorno della liberazione (1941)
- Giappone – Kodomo no hi, Giornata dei bambini
- Guyana – Giornata dell'immigrazione indiana (1838)
- Messico e Stati Uniti d'America – Cinco de Mayo (1862)
- Paesi Bassi – Giorno della liberazione (1945)
- Thailandia – Festa dell'incoronazione del re
- Italia - Giornata nazionale dell'Epilessia
- Francia - Data della morte di Napoleone Bonaparte

### Religiose
Cristianesimo:
- Sant'Angelo da Gerusalemme, martire, carmelitano
- Sant'Avertino di Tours, eremita
- San Brittone di Treviri, vescovo
- Sant'Eutimio di Alessandria, martire
- San Garino di Toul, vescovo
- San Geronzio di Milano, vescovo
- San Gioviniano, martire
- San Gottardo di Hildesheim, vescovo
- Sant'Ilario di Arles, vescovo
- Sant'Irene da Lecce, vergine e martire
- San Lanno (Lando), martire
- San Leo di Africo, eremita
- San Martino di Finojosa, vescovo
- San Massimo di Gerusalemme, vescovo
- San Mauronto di Douai, abate e diacono
- San Nicezio di Vienne, vescovo
- San Nunzio Sulprizio, giovane operaio
- Santa Prisca, vergine e martire
- San Sacerdote di Limoges, vescovo
- Santa Teuteria, vergine
- Santa Tosca, vergine
- Beato Benvenuto Mareni da Recanati, religioso
- Beata Caterina Cittadini, fondatrice delle Suore orsoline di San Girolamo
- Beato Grzegorz Bolesław Frackowiak, religioso e martire
- Beato Lucio di Savoia, martire mercedario